# Kościół św. Antoniego z Padwy w Cisiu
Kościół św. Antoniego z Padwy w Cisiu – rzymskokatolicki kościół filialny należący do parafii św. Michała Archanioła w Blachowni.

## Historia
W 1991 r. biskup częstochowski Stanisław Nowak poświęcił plac z fundamentami kościoła. Kamień węgielny poświęcił papież Jan Paweł II podczas Światowych Dni Młodzieży na Jasnej Górze 15 sierpnia 1991 r. Został wmurowany przez biskupa pomocniczego Miłosława Kołodziejczyka 13 listopada 1991 r. Wśród ofiarodawców był Stefan Lota oraz architekt Marek Witkowski. 8 czerwca 1999 r. biskup pomocniczy Antoni Długosz poświęcił figurę św. Antoniego mierzącą 240 cm oraz tabernakulum. 11 czerwca 2000 r. kościół poświęcił arcybiskup Stanisław Nowak. Świątynię wzniesiono dzięki staraniom ówczesnego proboszcza parafii św. Michała Archanioła w Blachowni ks. Andrzeja Walaszczyka. 